# كريستي ألين
كريستي ألين (بالإنجليزية: Christie Allen)‏ هي مغنية أسترالية، ولدت في 12 سبتمبر 1954 في إنجلترا في المملكة المتحدة، وتوفيت في 12 أغسطس 2008 بسبب سرطان البنكرياس.

## وصلات خارجية
- كريستي ألين على موقع ميوزك برينز (الإنجليزية)
- كريستي ألين على موقع ديسكوغز (الإنجليزية)